# Mistrzostwa Świata w Szermierce 2009
Mistrzostwa Świata w Szermierce 2009 – 71. edycja mistrzostw odbyła się w tureckim mieście Antalya. To drugie mistrzostwa, które rozgrywane były w Turcji (poprzednio w 1970 roku w Ankarze).

## Klasyfikacja medalowa
| Lp. | Państwo           | złoto | srebro | brąz | Razem |
| --- | ----------------- | ----- | ------ | ---- | ----- |
| 1   | Włochy            | 4     | 2      | 3    | 9     |
| 2   | Rosja             | 3     | 1      | 3    | 7     |
| 3   | Francja           | 1     | 1      | 2    | 4     |
| -   | Niemcy            | 1     | 1      | 2    | 4     |
| 5   | Ukraina           | 1     | 1      | 1    | 3     |
| 6   | Rumunia           | 1     | 1      | -    | 2     |
| 7   | Stany Zjednoczone | 1     | -      | -    | 1     |
| 8   | Węgry             | -     | 1      | 3    | 4     |
| 9   | Chiny             | -     | 1      | 1    | 2     |
| -   | Polska            | -     | 1      | 1    | 2     |
| 11  | Kanada            | -     | 1      | -    | 1     |
| -   | Korea Południowa  | -     | 1      | -    | 1     |
| 13  | Hiszpania         | -     | -      | 1    | 1     |
| -   | Holandia          | -     | -      | 1    | 1     |

## Skład reprezentacji Polski
| floret - Tomasz Ciepły (AZS AWF Poznań) - odpadł w 1/16 finału - Radosław Glonek (Sietom AZS AWFiS Gdańsk) - odpadł w ćwierćfinale - Sławomir Mocek (IKS Jamalex Leszno) - odpadł w 1/64 finału - Marcin Zawada (AZS AWF Warszawa) - odpadł w 1/64 finału - drużyna (Ciepły, Glonek, Mocek) - odpadła w ćwierćfinale szpada - Krzysztof Mikołajczak (St. Szerm. Legia Warszawa) - odpadł w ćwierćfinale - Tomasz Motyka (AZS AWF Wrocław) - odpadł w 1/32 finału - Adam Wiercioch (Piast Gliwice) - odpadł w 1/64 finału - Radosław Zawrotniak (AZS AWF Kraków) - odpadł w 1/32 finału - drużyna (Mikołajczak, Motyka, Wiercioch, Zawrotniak) - zajęła 3. miejsce (brązowy medal) szabla - Jakub Ceranowicz (AZS-AWF Katowice) - odpadł w 1/32 finału - Adam Skrodzki (AZS-AWF Katowice) odpadł w 1/16 finału - Mateusz Górski (KKSz Konin) odpadł w 1/32 finału - Adrian Stanisławski (KKSz Konin) - odpadł w 1/64 finału - drużyna (Skrodzki, Górski, Stanisławski, Ceranowicz) - odpadła w 1/16 finału | floret - Karolina Chlewińska (Sietom AZS AWFis Gdańsk) - odpadła w 1/16 finału - Sylwia Gruchała (Sietom AZS AWFis Gdańsk) - odpadła w 1/8 finału - Katarzyna Kryczało (Sietom AZS AWFis Gdańsk) - odpadła w 1/16 finału - Małgorzata Wojtkowiak (Sietom AZS AWFis Gdańsk) - odpadła w 1/32 finału - drużyna (Gruchała, Chlewińska, Kryczało, Wojtkowiak) - odpadła w 1/8 finału szpada - Małgorzata Bereza (AZS-AWF Katowice) - odpadła w 1/16 finału - Danuta Dmowska-Andrzejuk (AZS AWF Warszawa) - odpadła w ćwierćfinale - Ewa Nelip (AZS AWF Warszawa) - odpadła w 1/16 finału - Magdalena Piekarska (AZS AWF Warszawa) - odpadła w 1/32 finału - drużyna (Bereza, Nelip, Dmowska-Andrzejuk, Piekarska) - przegrała w finale (srebrny medal) szabla - Bogna Jóźwiak (OŚ AZS Poznań) - odpadła w ćwierćfinale - Katarzyna Kędziora (OŚ AZS Poznań) - odpadła w 1/32 finału - Aleksandra Socha-Szelagowski (AZS AWF Warszawa) - odpadła w 1/32 finału - Irena Więckowska (AZS AWF Warszawa) - odpadła w 1/32 finału - drużyna (Jóźwiak, Więckowska, Socha) - odpadła w ćwierćfinale |

## Medaliści

### Mężczyźni
| Złoto                                                                              | Srebro                                                                          | Brąz                                                                                  |
| Floret                                                                             |                                                                                 |                                                                                       |
| Andrea Baldini                                                                     | Zhu Jun                                                                         | Peter Joppich Artiom Siedow                                                           |
| Włochy · Andrea Baldini · Andrea Cassarà · Stefano Barrera · Simone Vanni          | Niemcy · Peter Joppich · Benjamin Kleibrink · André Weßels · Sebastian Bachmann | Rosja · Aleksandr Stukalin · Artiom Siedow · Rienał Ganiejew · Aleksiej Chowanski     |
| Szpada                                                                             |                                                                                 |                                                                                       |
| Anton Awdiejew                                                                     | Matteo Tagliariol                                                               | José Luis Abajo Jérôme Jeannet                                                        |
| Francja · Jérôme Jeannet · Ulrich Robeiri · Jean-Michel Lucenay · Gauthier Grumier | Węgry · Péter Somfai · András Rédli · Géza Imre · Gábor Boczkó                  | Polska · Krzysztof Mikołajczak · Tomasz Motyka · Radosław Zawrotniak · Adam Wiercioch |
| Szabla                                                                             |                                                                                 |                                                                                       |
| Nicolas Limbach                                                                    | Rareș Dumitrescu                                                                | Luigi Tarantino Tamás Decsi                                                           |
| Rumunia · Rareș Dumitrescu · Florin Zalomir · Tiberiu Dolniceanu · Cosmin Hănceanu | Włochy · Aldo Montano · Luigi Tarantino · Diego Occhiuzzi · Giampiero Pastore   | Węgry · Tamás Decsi · Nikolasz Iliász · Balázs Lontay · Áron Szilágyi                 |

### Kobiety
| Złoto                                                                                             | Srebro                                                                                   | Brąz                                                                             |
| Floret                                                                                            |                                                                                          |                                                                                  |
| Aida Szanajewa                                                                                    | Jeon Hee-sook                                                                            | Arianna Errigo Elisa Di Francisca                                                |
| Włochy · Valentina Vezzali · Margherita Granbassi · Arianna Errigo · Elisa Di Francisca           | Rosja · Aida Szanajewa · Łarisa Korobiejnikowa · Julija Biriukowa · Kamiłła Gafurzianowa | Niemcy · Maria Bartkowski · Katja Wächter · Anja Schache · Carolin Golubytskyi   |
| Szpada                                                                                            |                                                                                          |                                                                                  |
| Lubow Szutowa                                                                                     | Sherraine Schalm                                                                         | Anfisa Poczkałowa Sonja Tol                                                      |
| Włochy · Francesca Quondamcarlo · Cristiana Cascioli · Bianca Del Carretto · Nathalie Moellhausen | Polska · Danuta Dmowska-Andrzejuk · Małgorzata Bereza · Magdalena Piekarska · Ewa Nelip  | Niemcy · Imke Duplitzer · Britta Heidemann · Marijana Markovic · Monika Sozanska |
| Szabla                                                                                            |                                                                                          |                                                                                  |
| Mariel Zagunis                                                                                    | Olha Charłan                                                                             | Carole Vergne Orsolya Nagy                                                       |
| Ukraina · Olha Charłan · Ołena Chomrowa · Olha Żownir · Hałyna Pundyk                             | Francja · Cècilia Berder · Léonore Perrus · Carole Vergne · Solenne Mary                 | Chiny · Bao Yingying · Li Fei · Ni Hong · Chen Xiaodong                          |